# SheiKra

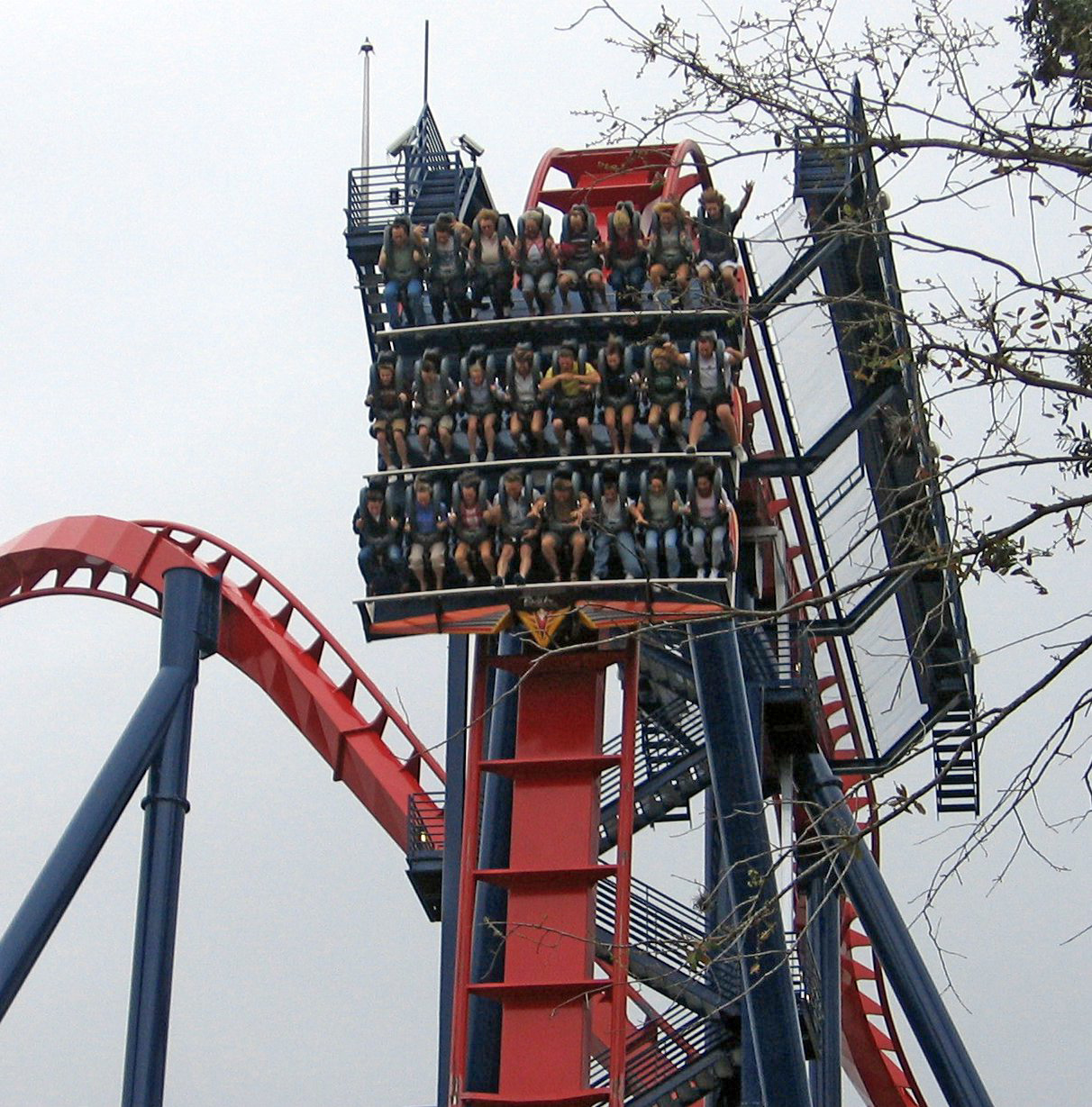
SheiKra - Montanha-russa do parque Busch Gardens Africa

SheiKra é uma montanha-russa localizada no parque de diversão Busch Gardens Africa, em Tampa, Flórida, Estados Unidos.
A montanha-russa, que foi construída pela empresa suíça Bolliger & Mabillard, abriu ao público em maio de 2005. Em 2007 a SheiKra foi convertida para uma montanha-russa sem chão (em inglês: floorless).

## Características
Conhecida pela sua velocidade e quedas, a SheiKra é a primeira montanha-russa do modelo Diving Machine a incorporar um loop Immelmann, que consiste em um meio loop, e no topo deste, o trem é "desvirado", voltando à posição normal, onde passa por uma descida, que no caso, é a segunda queda da atração. Mas o principal atrativo, é a primeira queda, durante a qual após subir 61 metros, o trem fica "pendurado" para baixo por cerca de três segundos, até que seja solto, numa descida de 90° de inclinação, onde se atinge 112 km/h. A SheiKra possui 971 metros de extensão, porém o passeio dura apenas três minutos. É exigido um mínimo 1,38 metros de altura para poder utilizá-la.

## Nome
A denominação SheiKra é derivada de uma ave de rapina africana do gênero Accipiter, o gavião-shikra.

## Especificações
- Localização: Busch Gardens Africa
- Secção do Parque: Stanleyville
- Tipo: Aço
- Aberta ao Público: 21 de Maio de 2005
- Construtora: Bolliger & Mabillard
- Modelo: Floorless Diving Machine
- Altura: 61m
- Queda: 61m
- Extensão: 972 m
- Velocidade máxima: 112 km/h
- Inversões: 1 (Immelmann)
- Duração: 2min. e 20segs.
- Inclinação máxima: 90°
- Custo: $13,500,000 USD
- Altura mínima permitida: 1,40m